# リーベック閃石

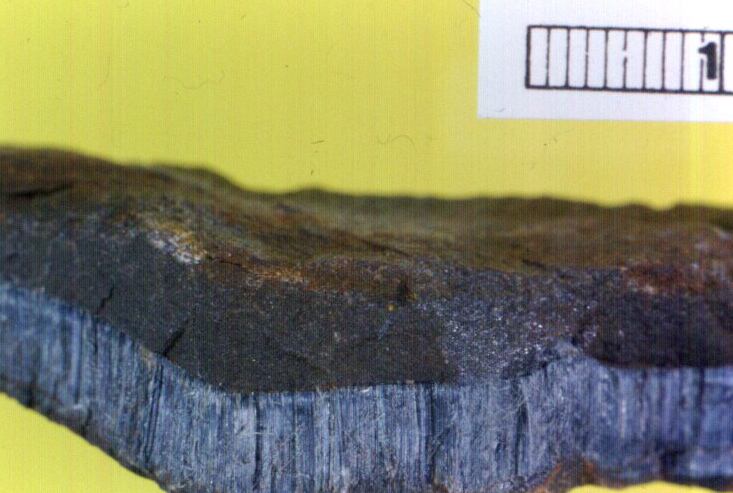
青石綿

リーベック閃石（学名:Riebeckite、リーベカイト）は、角閃石族に属する鉱物である。鉱物学としては、[ ][Na2][Fe2+3Fe3+2](Si4O11)2(OH)2 の組成を持つものをリーベック閃石と呼ぶ。また、類似した組成の鉱物はリーベック閃石グループに属する。化学組成としては、藍閃石のMg が Fe2+ に、Al が Fe3+ に置き換わったものである。
1888年にイエメンのソコトラ島で発見され、ドイツの探検家エミール・リーベックにちなみ命名された。

## 石綿
リーベック線閃石の繊維状鉱石をクロシドライト（crocidolite）と呼び、石綿の一種である青石綿として知られる天然繊維である。石綿類の中で最も毒性が強いとされ、国際労働機関 (ILO) が1986年に原則使用禁止の条約を採択、世界保健機関 (WHO) も1989年に使用禁止を勧告した。日本では1995年から使用も製造も禁止されている。
クロシドライトに石英が浸み込んで硬くなったものを鷹目石、酸化されて茶色になったものをタイガーズアイと呼び、研磨して宝飾品として用いる。

### 特徴・性質
クロシドライト（青石綿）は針状に尖った繊維で、含有する酸化鉄のために青い色をしている。非常に耐酸性が強く、高強度ではあるが、クリソタイル（白石綿）やアモサイト（茶石綿）に比べ耐熱性は同等以下である。この特質を利用して、耐酸用の紡織品、高圧管、シートガスケット、吹付け材などに用いられていた。

### 安全性
国際がん研究機関 (IARC) により、クロシドライト（青石綿）を含む石綿は全てGroup1（ヒトに対する発癌性が認められる）に指定されている。さらに、クロシドライトは石綿類の中で最も発癌性が高く、クリソタイル（白石綿）の500倍、アモサイト（茶石綿）の100倍とも言われている。